# Kostel svatého Vavřince (Křivice)
Kostel svatého Vavřince je římskokatolický filiální kostel farnosti Týniště nad Orlicí nalézající se ve vesnici Křivice, místní části města Týniště nad Orlicí. Je chráněn jako kulturní památka České republiky.

## Historie

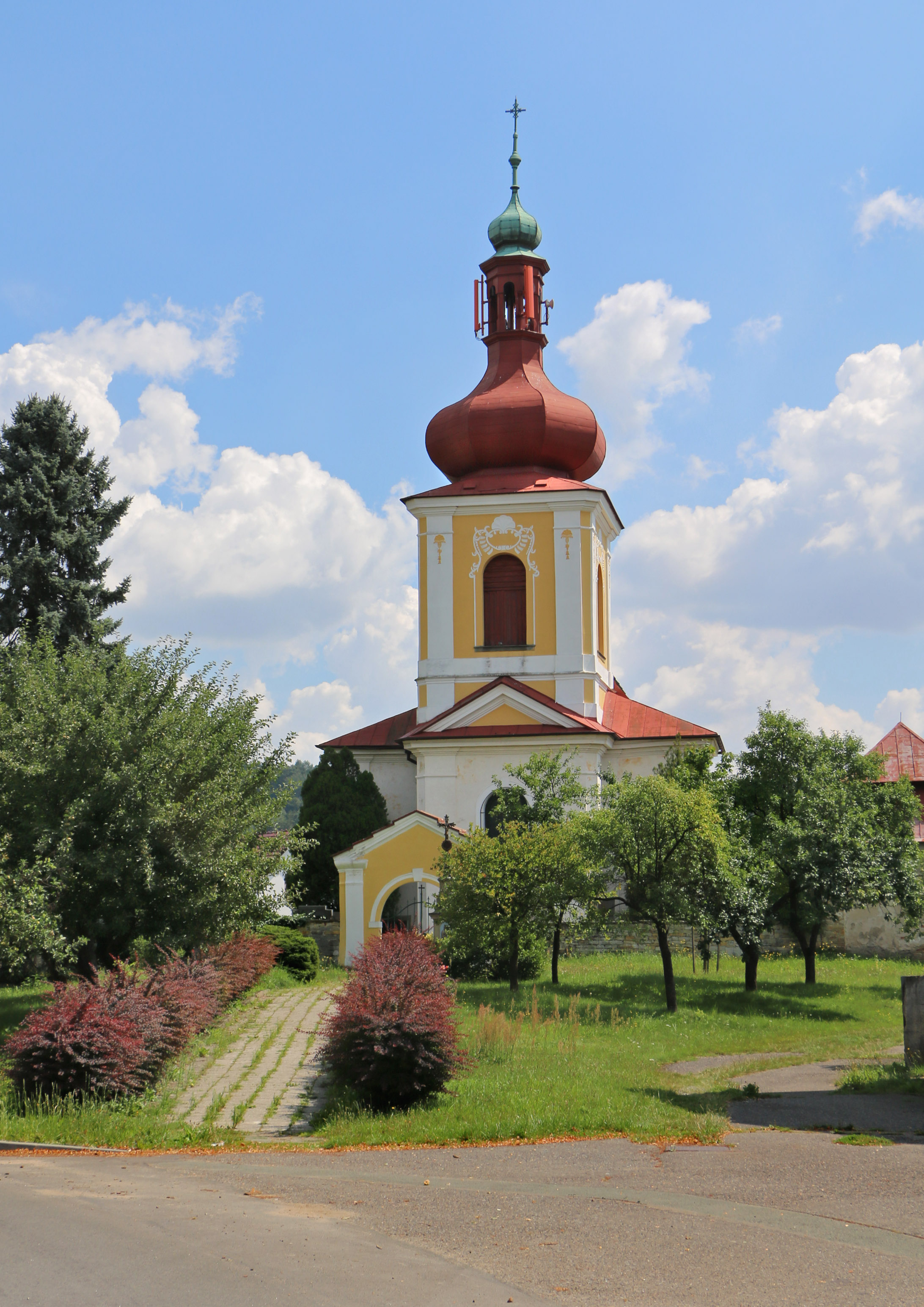
Čelní pohled

Původní kostel dala vybudovat kolem roku 1600 hraběnka Magdaléna Marie Lobkowiczová v renesančním slohu. Barokně byl přestavěn roku 1759. Zajímavostí je lunetová římsa presbytáře zdobená ornamentálními sgrafity.

## Interiér
Cínová křtitelnice by měla být z roku 1609.

## Bohoslužby
Bohoslužby se konají třetí neděli v měsíci v 11.00.